# القنب الهندي في تيمور الشرقية
القنب الهندي في تيمور الشرقية غير قانوني.
أشار تقييم أجري عام 2012 نيابة عن صندوق الأمم المتحدة للسكان إلى أن القنب الهندي كان متاحًا بسهولة في تيمور الشرقية، وغالبًا ما يطلق عليه «غانجا»، مع ظهور «كوكلا» للإشارة إلى القنب الهندي. يُعتقد أن القنب الهندي يُزرع محليًا، وعادةً ما يتم شراؤه وتدخينه في مفصل مُدحرج مسبقًا، بينما يُعتقد أن القنب الهندي (المُدخّن ممزوجًا بالتبغ في سيجارة أو أحيانًا بونغ) يتم تهريبه من إندونيسيا.